# Xoáy thuận trung

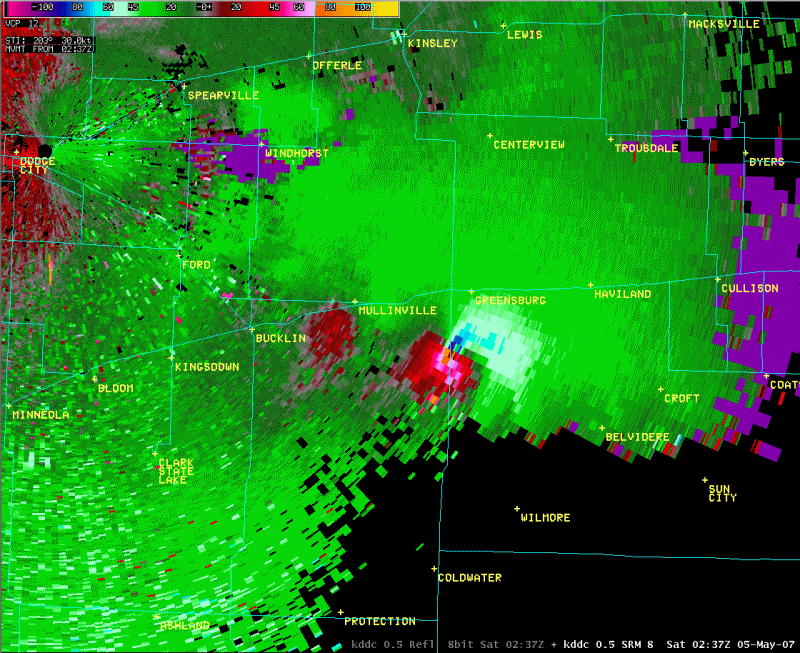
Một mesocyclone trên Greensburg, Kansas vào ngày 4 tháng 5 năm 2007.

Xoáy thuận trung (tiếng Anh: Mesocyclone) là một dòng xoáy (vortex) không khí trong một cơn bão đối lưu. Nó là do không khí nổi lên và xoay quanh một trục thẳng đứng, thường ở cùng hướng với các hệ thống áp suất thấp trong một bán cầu nhất định. Chúng thường là cyclonic, có nghĩa là, kết hợp với một vùng áp suất thấp cục bộ trong một cơn dông dữ dội. Những cơn dông như vậy có thể có gió bề mặt mạnh và mưa đá dữ dội. Mesocyclone thường xảy ra cùng với luồng không khí nổi lên trên (updraft) trong các cơn dông bão (supercell), trong đó lốc xoáy có thể hình thành tại điểm trao đổi với các luồng không khí đi xuống (downdraft).
Mesocyclone chỉ xảy ra ở khu vực địa phương, có đường kính khoảng 2 km (1,2 mi) đến 10 km (6,2 dặm) trong các cơn dông bão mạnh. Các cơn dông chứa mesocyclone bền bỉ là các cơn bão siêu. Mesocyclone xảy ra trong khí tượng quy mô trung từ một vài km đến hàng trăm kilômét. Radar Doppler (dùng hiệu ứng Doppler) được sử dụng để xác định mesocyclones. Mesovortex là một cơn bão tương tự nhưng nhỏ hơn và yếu hơn đặc điểm quay liên quan đến các đường squall.